# Rifat Zhemaletdínov
Rifat Maratovich Zhemaletdínov, más conocido como Rifat Zhemaletdínov, (Moscú, 20 de septiembre de 1996) es un futbolista ruso que juega de centrocampista y se encuentra sin equipo tras abandonar el P. F. C. CSKA Moscú.

## Selección nacional
Zhemaletdínov ha sido internacional sub-16, sub-17, sub-19 y sub-21 con la selección de fútbol de Rusia, llegando a disputar el Campeonato Europeo Sub-17 de la UEFA 2013, donde la selección rusa se alzó con el torneo, la Copa Mundial de Fútbol Sub-17 de 2013 y el Campeonato Europeo de la UEFA Sub-19 2015, donde Rusia llegó a la final, pero cayó derrotada frente a España.
El 24 de marzo de 2021 debutó con la absoluta en un encuentro de clasificación para el Mundial de 2022 ante Malta que ganaron por 1-3.

## Clubes
| Club                  | País  | Año       |
| --------------------- | ----- | --------- |
| F. C. Lokomotiv Moscú | Rusia | 2013-2016 |
| F. C. Rubin Kazán     | Rusia | 2016-2018 |
| F. C. Lokomotiv Moscú | Rusia | 2018-2024 |
| P. F. C. CSKA Moscú   | Rusia | 2024-2025 |

## Palmarés

### Campeonatos nacionales
| Título             | Club                  | País  | Año  |
| ------------------ | --------------------- | ----- | ---- |
| Copa de Rusia      | F. C. Lokomotiv Moscú | Rusia | 2019 |
| Supercopa de Rusia | F. C. Lokomotiv Moscú | Rusia | 2019 |
| Copa de Rusia      | F. C. Lokomotiv Moscú | Rusia | 2021 |
| Copa de Rusia      | P. F. C. CSKA Moscú   | Rusia | 2025 |

### Campeonatos internacionales
| Título         | Club (*)              | País       | Año  |
| -------------- | --------------------- | ---------- | ---- |
| Europeo sub-17 | Selección rusa sub-17 | Eslovaquia | 2013 |

(*) Incluyendo la selección.